# Slobodan Branković
Slobodan Branković (srbsky Слободан Бранковић) (* 1. října 1967) je bývalý jugoslávský a později srbský atlet, halový mistr Evropy v běhu na 400 metrů z roku 1992.
V roce 1992 se stal halovým mistrem Evropy v běhu na 400 metrů. Byl také členem jugoslávské štafety na 4 × 400 metrů, která na mistrovství světa v roce 1991 doběhla čtvrtá, když překonala tříminutovou hranici vytvořením jugoslávského rekordu 2:59,95. Během své aktivní kariéry byl držitelem srbských rekordů na tratích 100, 200 I 400 metrů. Po skončení sportovní kariéry se stal funkcionářem srbského atletického svazu. Stál mj. v čele organizačního výboru evropského halového šampionátu v Bělehradě v roce 2017.